# فرودگاه اکو بی
فرودگاه اکو بی (به انگلیسی: Echo Bay Airport) یک فرودگاه است که یک باند فرود آسفالت دارد و طول باند آن ۱۰۳۶ متر است. این فرودگاه در کشور ایالات متحده آمریکا قرار دارد .